# Ljupčo Arsov
Ljupčo Arsov - Goce, makedonski politik, komunist, prvoborec in narodni heroj, * 19. maj 1910, Štip, † 18. november 1986, Skopje.

## Življenjepis
Pred drugo svetovne vojno je bil finančni častnik VKJ. Leta 1940 je postal član ZKJ.